# Moneta caudifera
Moneta caudifera là một loài nhện trong họ Theridiidae.
Loài này thuộc chi Moneta. Moneta caudifera được miêu tả năm 1906 bởi Dönitz & Embrik Strand.